# 米瑞乡
米瑞乡，是中华人民共和国西藏自治区林芝市巴宜区下辖的一个乡镇级行政单位。

## 行政区划
米瑞乡下辖以下地区：
吉定村、嘎萨村、曲尼贡嘎村、朗乃村、泽列村、米瑞村、色果绕村、通麦村、玉容增村、姆多村、增巴村和麦娘麦村。